# Remediering (massmedier)
Remediering är när innehåll presenteras i ett nytt medium utan att man i det nya mediet gör en referens till det gamla mediet.  Exempel på remediering är när romaner filmatiseras eller bibeltexter överförs till målningar.
Principen bakom remediering är att nya medier aldrig uppstår helt fristående från andra medier, utan att det alltid finns en koppling mellan det nya och det gamla. Till exempel kan man se att television bygger vidare på film och radio, film bygger på teater och fotografi, och fotografi bygger på måleri.
Två huvudprinciper som ligger som grund för begreppet remediering är immedialitet och hypermedialitet, två tankar som strävar efter olika principer men som ändå påverkar och influerar varandra. Gemensamt för båda principerna är att de strävar efter en transparens som gör att tittaren inte avfärdar den ena eller andra som en mindre legitim gestaltning av verkligheten.